# Rurik Ilona lengyel királyné
Rurik Ilona (lengyelül Helena Iwanowna Moskiewska); (Moszkva, 1476. május 19. - Vilnius, Litvánia, 1513. január 20.): Lengyelország királynéja és Litvánia nagyhercegnője.

## Élete
1476. május 19-én született III. Iván moszkvai nagyfejedelem, utóbb orosz cár és Sofia Palaiologa bizánci hercegnő leányaként. 1495. február 18-án Vilniusban férjhez ment Sándor litván nagyherceghez, IV. Kázmér lengyel király egyik fiához. 1501-ben férjével együtt a lengyel királyi trónra jutott. Királynévá koronázását azonban a lengyel rendek megtagadták, Ilonát ugyanis apja nem katolikus, hanem görögkeleti vallásban neveltette. 
Házassága a Litván Nagyfejedelemség és a Moszkvai Nagyfejedelemség viszonyát volt hivatva javítani, apja és férje azonban több alkalommal fegyveres összetűzésbe keveredett egymással. Ilona mindent elkövetett, hogy békét teremtsen a felek között, a csatározásoknak azonban csak III. Iván 1505. október 27-én bekövetkezett halála vetett végleg véget. 
Férjét néhány hónappal apja halála után, már 1506. augusztus 19-én elvesztette. Házasságukból nem születtek gyermekek, így a trónt Ilona sógora, Jagelló Zsigmond örökölte. Az özvegy királyné Litvánia fővárosába, Vilniusba vonult vissza, ott élt egészen 1513. január 20-án bekövetkezett haláláig. A vilniusi Szent Szaniszló katedrálisban temették el.